# Vakbond voor Burger en Militair defensiepersoneel
De Vakbond voor Burger en Militair defensiepersoneel (VBM) is een vakbond in Nederland voor burgers en militairen werkzaam bij Defensie. De bond is opgericht in 1946 maar had 'voorgangers' sinds 1897. Op 1 januari 2012 heeft de NOV zich afgescheiden van de VBM/NOV en zich aangesloten bij de FVNO. De naam VBM wordt weer gevoerd sinds 1 januari 2013; daarmee verdween de aanduiding VBM/NOV die vanaf 1998 in gebruik was. Op dit moment (mei 2015) heeft de VBM 21.494 stemgerechtigde leden. 
Het hoofdkantoor van de bond staat in Den Haag. De vakbond heeft 23 regionale afdelingen, waaronder vier buiten Nederland: Aruba, Curaçao, België en Duitsland.